# ピエタ (リベーラ、ナポリ)
『ピエタ』（伊: Pietà、英: Pietà）は、17世紀スペイン・バロック期の巨匠ホセ・デ・リベーラが1637年にキャンバス上に油彩で制作した絵画 (縦264×横170センチ) である。「Jusepe de Ribera español / F. 1637 (スペイン人フセぺ・デ・リベーラ / 1637年制作)」という画家の署名と制作年が記されている。現在、ナポリのサン・マルティーノ美術館内の礼拝堂に所蔵されている。

## 歴史
本作は1637年の初めに修道院長ジョヴァン・バッティスタ・ピザンテ (Giovan Battista Pisante) により依頼され、同年の10月3日に400ドゥカートの支払いがなされている。作品は、リベーラがサン・マルティーノ修道院 (現在の美術館) のために制作した作品のうち最初のものである。
元来、作品は修道院の聖具室を装飾するために意図されたが、後に新宝物庫 (テゾーロ・ヌオーヴォ、Tesoro Nuovo) 礼拝堂に移された。すぐにナポリの人々に熱烈に称賛され、フランス革命期の貴族マルキ・ド・サドは宝物庫に補完されていたすべての金や銀よりも価値のあるものだと見なした。一方、フランスの画家ジャン・オノレ・フラゴナールは作品に非常に感銘を受けたため、イタリア旅行中に素描で複製を制作したほどであった。
また、ロシアのツァーリニコライ1世 (ロシア皇帝) は本作を購入しようと4万の銀板を提供することを申し出たが、購入できず、18世紀の半ばに宮廷画家に複製を依頼した。
この絵画はナポリの人々の間で非常に称賛され、制作された翌年の1638年にはサン・マルティーノ修道院の教会の正面を装飾するため同主題の別の作品がマッシモ・スタンツィオーネに依頼された。

## 作品

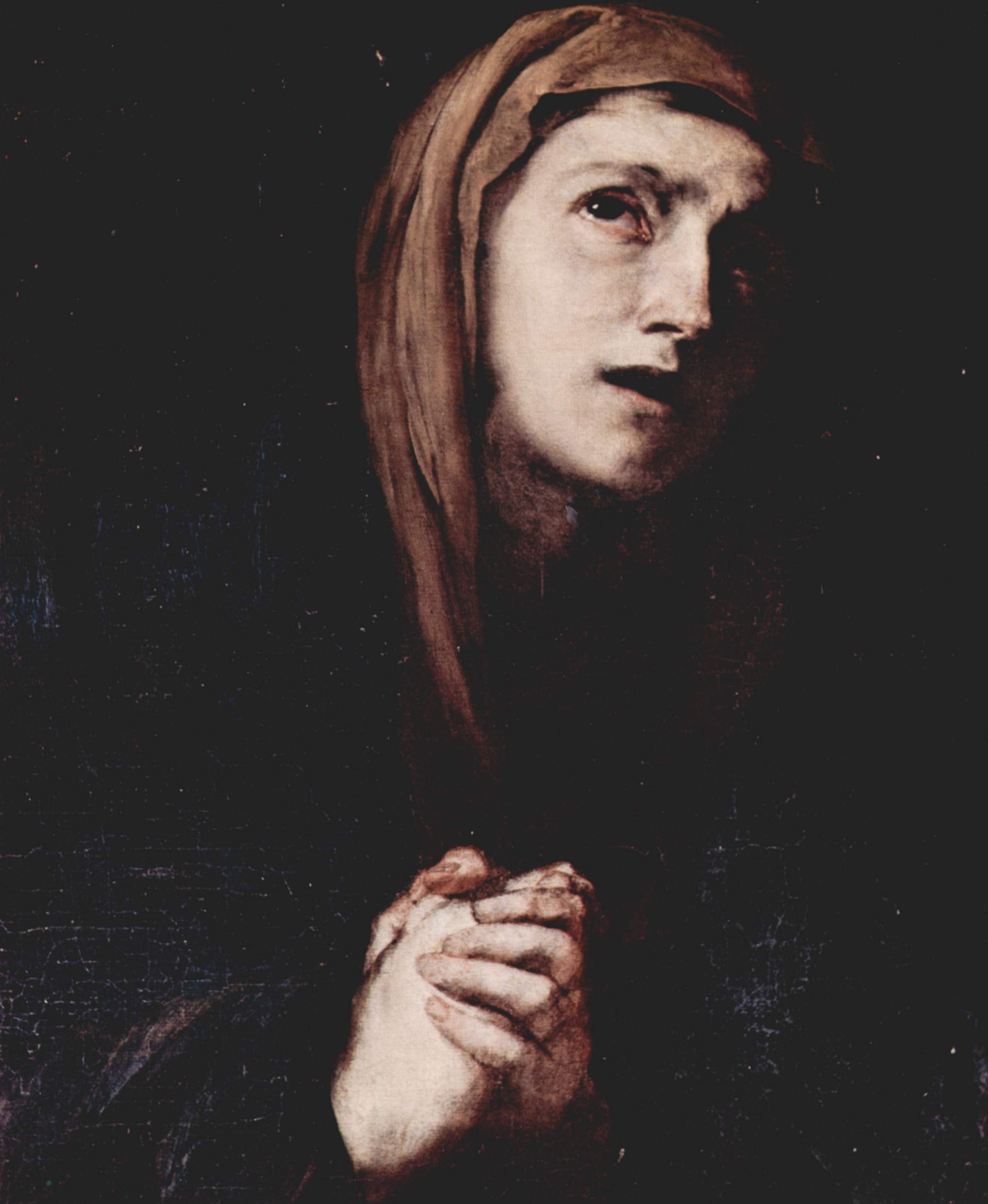
部分

『ピエタ』は、リベーラが制作した最高傑作のうちに数えられる作品である。しかし、その主題は画家にとって珍しいものではなく、本作を制作してから数年後にも何点かの同主題作を描いている。それら同主題作の中で、最も名高く、また本作に最も明らかに類似しているのは1620年制作のナショナル・ギャラリー (ロンドン) のヴァージョン、および1633年制作のティッセン＝ボルネミッサ美術館 (マドリード) のヴァージョンである。

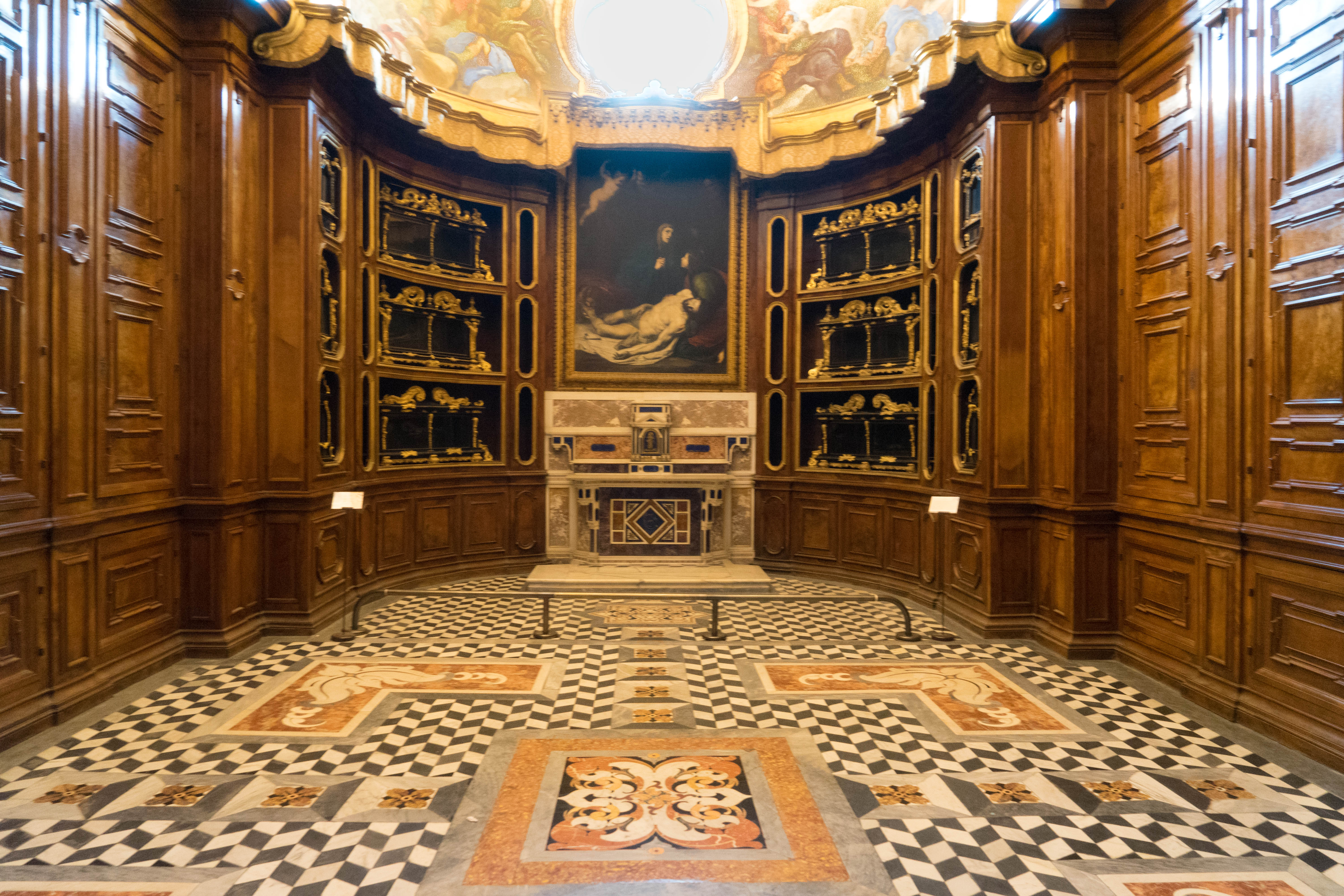
礼拝堂の全景

ナポリにある本作は、以前に制作された同主題作と比べ様式と構図の点でいくつかの相違点がある。この作品では水平線ではなく垂直線が支配的で、最初に目を引くのは画面中央のイエス・キリストの亡骸の周囲に集中的に配置された人物群である。キリストの身体は白い布の上に横たえられ、ヨハネ (使徒) に支えられている。一方、画面左端にいるマグダラのマリアは、キリストの足に接吻している。見事に描かれているのは、カラヴァッジョ的なキアロスクーロにより隠されている、悲嘆に暮れた聖母マリアの姿である。彼女は両手を合わせ、視線を天のプットたちの方に向けている。画面上部のプットの1人は茨の冠を持ち、もう1人はキリストの磔刑で用いられた3つの留め具を持っている (もう2つの留め具はキリストの足近くの布の上に置かれている)。前景右側には、ハンマーを持つアリマタヤのヨセフの姿が見える。
作品のキアロスクーロ様式はキリストの遺体にあたる光により最高潮に達しており、強弱の光に照らされた遺体は大理石彫刻のような様相を呈している。キリストはまた、以前のピエタの作品中のキリストより斜めの位置に置かれ、そのため本作の場面はよりリアルでダイナミックなものとなっている。

## 同主題作

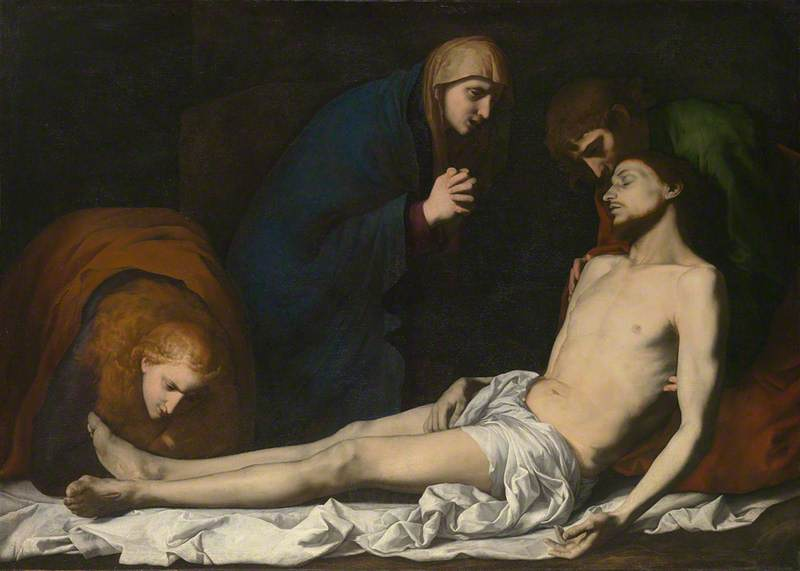
『ピエタ』 (1620-1624年)、ナショナル・ギャラリー (ロンドン)
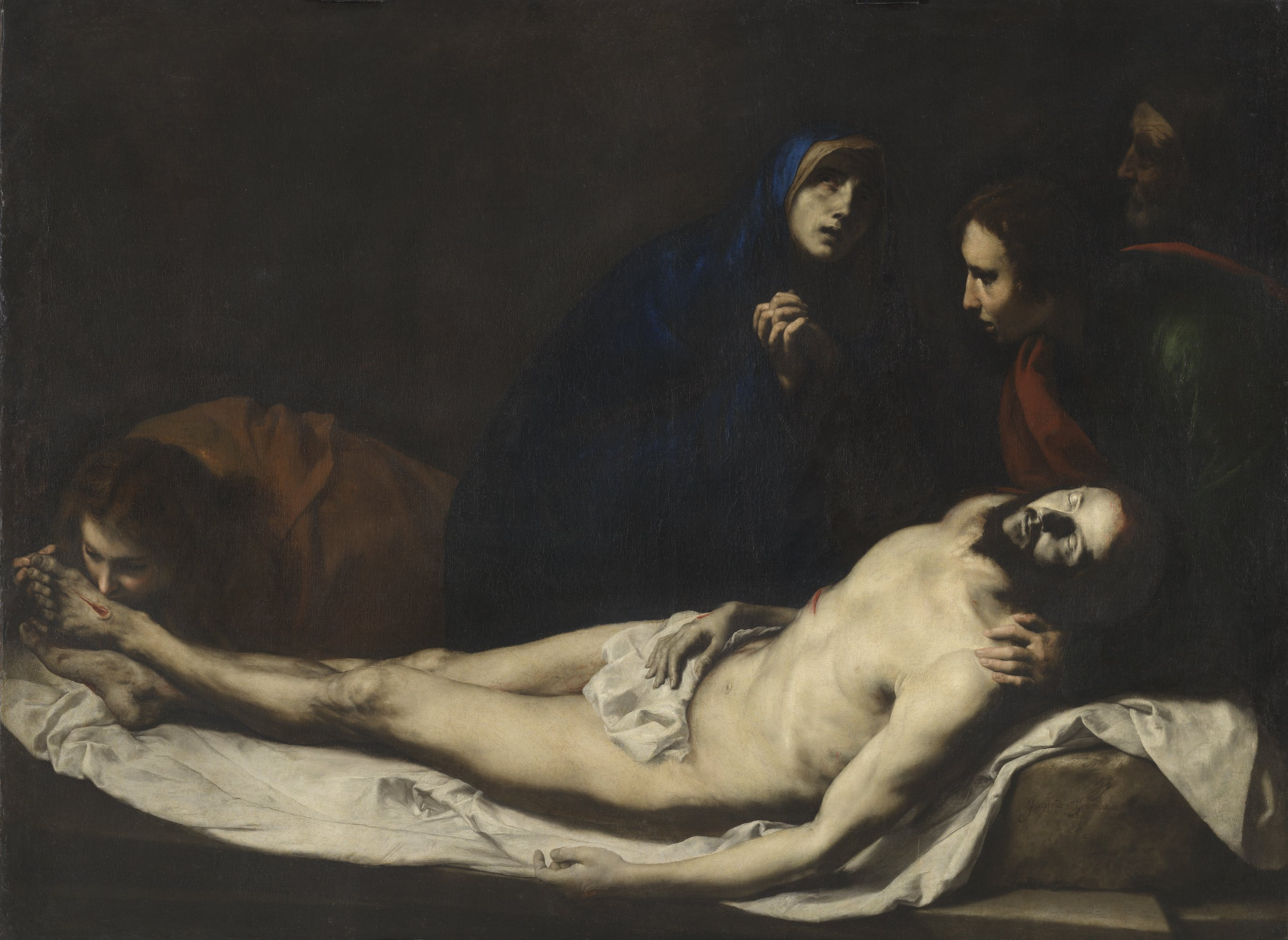
『ピエタ』(1633年)、 ティッセン＝ボルネミッサ美術館 (マドリード)
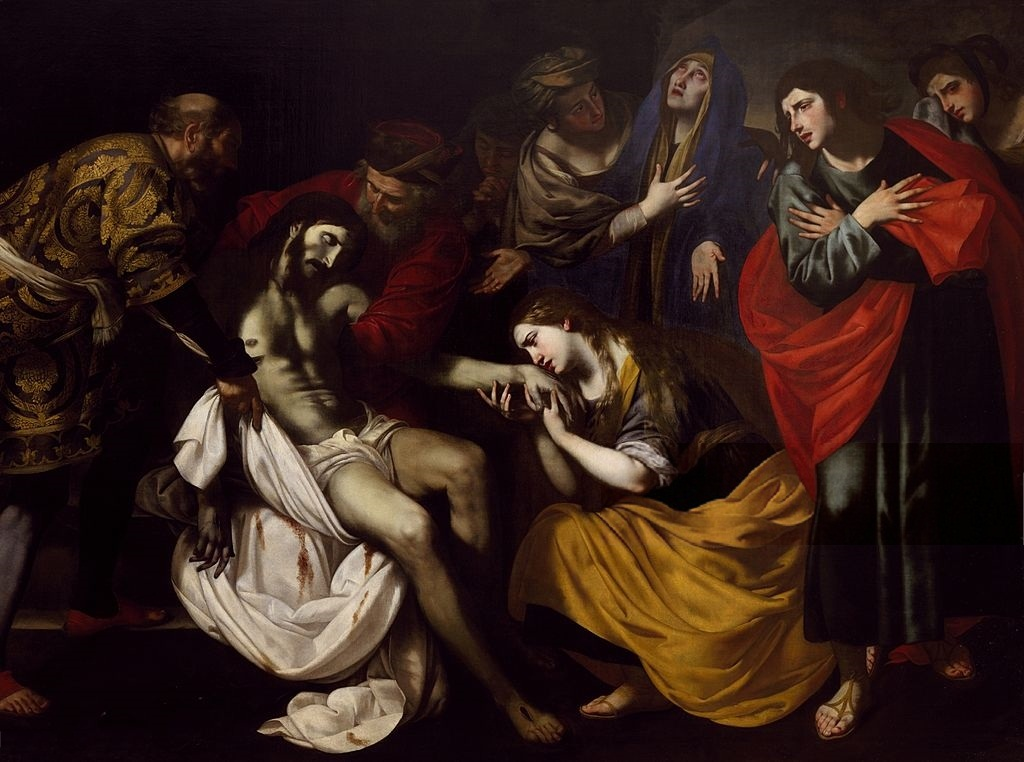
フィリッポ・ヴィターレ（イタリア語版）『ピエタ』 (1635年)、サン・マルティーノ美術館 (ナポリ)
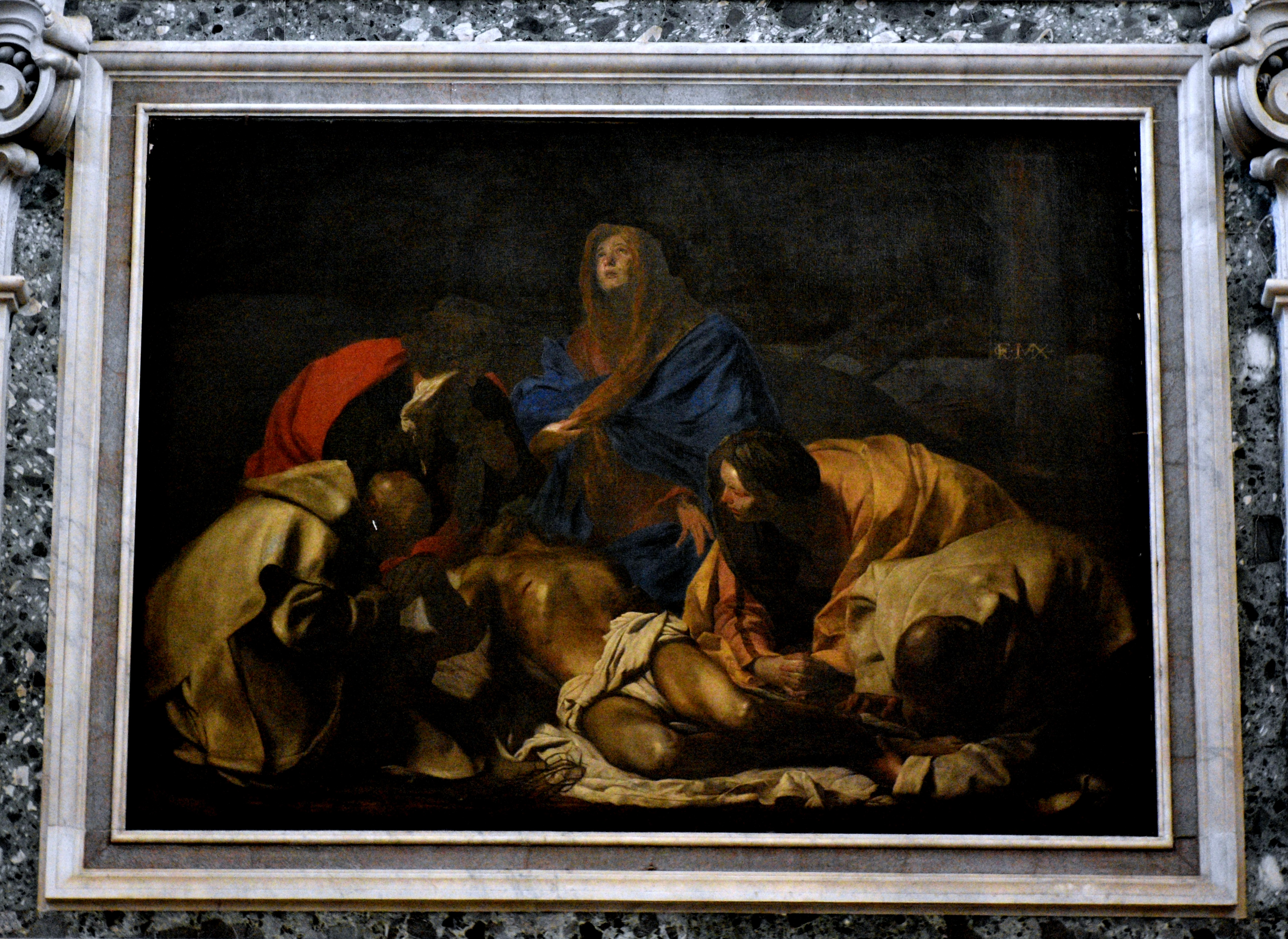
マッシモ・スタンツィオーネ『ピエタ』(1638年)、サン・マルティーノ美術館 (ナポリ)
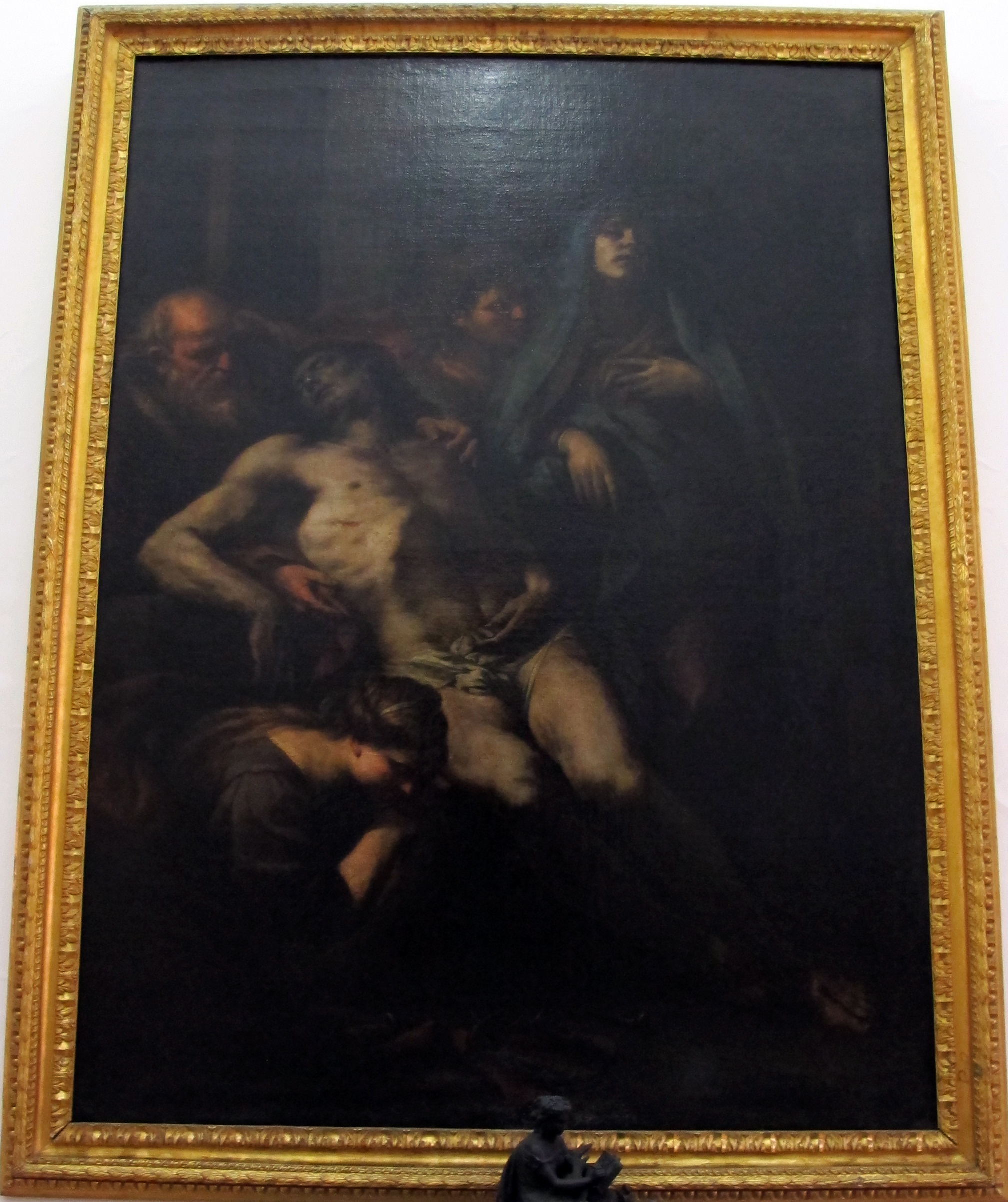
アンドレア・ヴァッカロ 『ピエタ』 (1640年)、クアデリア・デル・ピオ・モンテ・デラ・ミゼリコルディア（イタリア語版） (ナポリ)
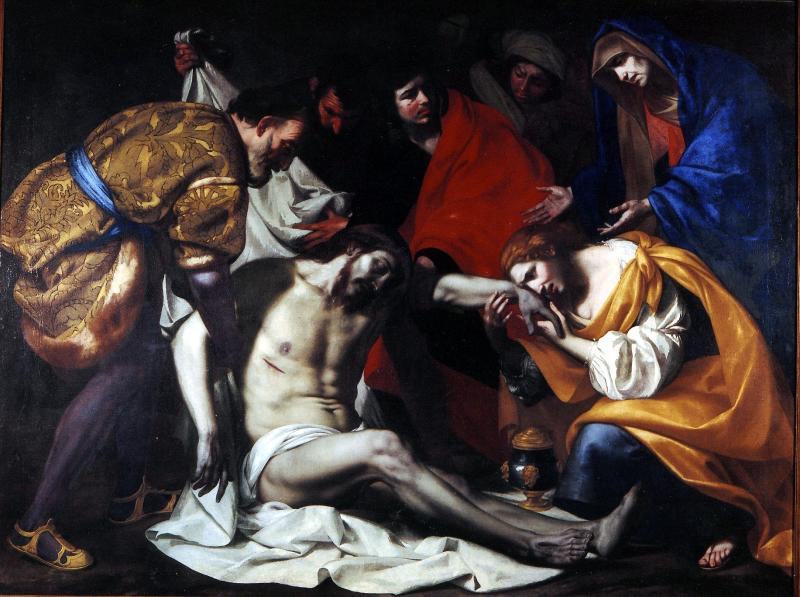
パチェッコ・デ・ローザ（英語版）『ピエタ』(1640-1650年)、サン・マルティーノ美術館 (ナポリ)